# 眼影

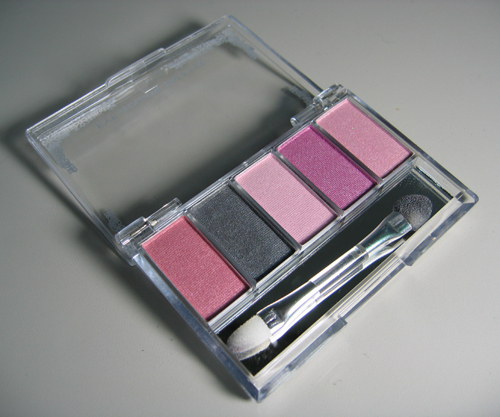
包含不同颜色成分的一盒眼影

眼影是增加眼部魅力的化妝品，有多種豐富繽紛的色彩，質地有粉狀、膏狀、液狀等。塗抹於眼睛四周，可修飾眼部線條，使眼睛有神，富有立體感。

## 成份
色素是眼影的主要成分。由於眼週的皮膚較為脆弱，選用的色素必須無刺激性，因此焦油系統的色素都不能使用。一般在眼影中使用無機色素（如氧化鐵類、群青、碳煙等）、合成的珠光色素（如氧氯化鉍和二氧化鈦-雲母），這兩種色素能使眼影中呈現明顯的珠光色彩。
其餘眼影的成分還有滑石粉、硬脂酸鋅、硬脂酸鎂、氧化鋅、二氧化鈦等。

## 歷史

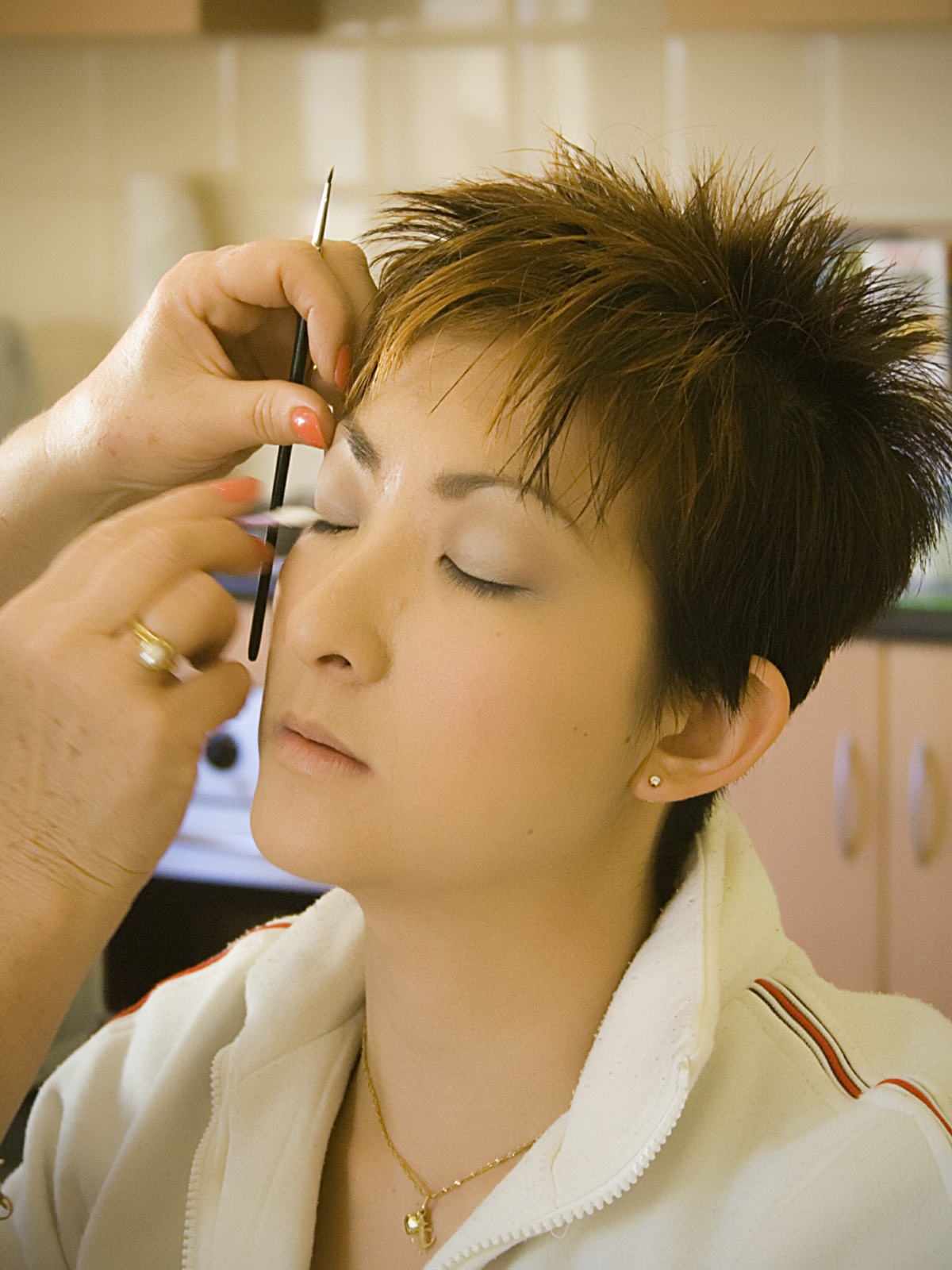
眼影的使用

最早是由埃及的繪畫與雕刻中出現，人們會在眼周塗抹顏色。在當時是作為辟邪以及驅除眼睛疾病的手段，並不是為了美化眼部使用。這個風俗習慣從希臘、羅馬，傳到了阿拉伯，但並沒有繼續傳到其他歐洲地区。一般而言，歐洲是到了20世紀才開始注意眼週的化妝。在日本，眼影最早也是作為驅魔之用，主要使用紅黏土塗抹在上眼角的部位。現代所謂的眼影，是到明治才傳入日本，但真正普及是到昭和之後。